# Rudolf Abel
Pour l'espion soviétique aux États-Unis connu comme Rudolf Abel, voir William Fischer.
Pour les articles homonymes, voir Abel (homonymie).
 (décembre 2011).
 (août 2011).
- Si vous ne connaissez pas le sujet, laissez ce bandeau (vous pouvez alors contacter les auteurs).
- Si vous supprimez le contenu mis en cause (vous pouvez préalablement contacter les auteurs),

argumentez précisément cette suppression dans la page de discussion
(un manque de référence n'est pas un argument ; une recherche réelle de référence doit avoir été effectuée, être formellement documentée).
Rudolf Ivanovitch Abel (en russe : Рудольф Иванович Абель) est un officier de carrière de OGPU-NKVD-MGB qui est connu dans le monde entier à cause de l’usurpation de son identité par un collègue tchékiste. Arrêté par le FBI en 1957 aux États-Unis, un autre espion soviétique du nom de William Fischer s’est fait passer lors du procès à New York pour Rudolf Abel, en réalité mort à Moscou en 1955.

## Biographie
La biographie du vrai Rudolf Abel n’est devenue publique que dans les années 1990, mais ses anciens employeurs de l’ex-KGB livrent toujours très peu d’éléments.

### Famille, enfance
Le vrai Rudolf Abel était un Allemand né le 23 septembre 1900 à Riga en Lettonie, alors ville du duché de Courlande, au sein de l'Empire russe. Son père était un ramoneur, sa mère – femme au foyer.
Le jeune Rudolf habita avec ses parents jusqu’à l’âge de 14 ans. Ensuite il quitta la Lettonie pour Saint-Pétersbourg.

### 1917 – 1921: révolution et guerre civile en Russie bolchévique
Après la révolution d’Octobre, le jeune Abel sert dans la marine de guerre bolchévique sur la Mer Baltique comme matelot volontaire, participe aux batailles navales de la guerre civile, y compris aux opérations militaires sur la Volga.

### 1921 – 1926: opérateur radio dans la marine civile
Après la fin de la guerre civile, Rudolf Abel suit les cours des opérateurs radio à Kronstadt. Ensuite il travaille sur les navires de la marine civile, puis comme chef de la station radio de l’île Béring, des îles du Commandeur, avant d’être engagé dans le Commissariat populaire (ministère) des affaires étrangères d’URSS et envoyé en mission en Chine.

### Aux services secrets soviétiques entre-deux-guerres

#### 1926 – 1929: La Chine, le recrutement
Rudolf Abel travaille comme opérateur radio et codeur à l’Ambassade soviétique en Chine de 1926 à 1929 avant que les relations diplomatiques entre l’URSS et la Chine ne soient rompues.
C’est en Chine, en 1927, qu’Abel a été officiellement recruté au Département étranger de l’O-Gué-Pé-Ou – l’espionnage extérieur politique soviétique.

#### 1929 – 1936: dans la clandestinité en Europe
Comme officier de carrière du Service des renseignements soviétiques, à son retour de Chine, Rudolf Abel a été envoyé en missions clandestines longues dans plusieurs pays européens.
Vu sa formation, il devait remplir les fonctions d’opérateur radio et codeur/chiffreur dans les antennes "illégales".

### 1936 - 1941: disgrâce à l’époque des purges
De 1936 à 1938, de retour des missions longues à l’étranger, Abel travaille dans l’appareil central de l’espionnage – au 7e Département de la Direction générale de la sécurité d’État (GUGB) du NKVD de l’URSS.
1936-1939 c’est l’époque des grandes purges staliniennes, y compris parmi les tchékistes qui par milliers étaient accusés sans preuves et exécutés par leur propre service.
Le frère aîné de Rudolf Abel, Woldemar, était un révolutionnaire très connu. Il faisait partie des "fantassins lettons" qui servaient de garde d’élite pendant la Révolution d’Octobre. Membre du Parti bolchévique depuis 1917, Woldemar Abel était le commissaire de la Tchéka (l'ancienne police politique soviétique) du fort de Kronstadt et ensuite un haut fonctionnaire du Parti communiste à Léningrad.
En 1937 Woldemar Abel a été arrêté et fusillé le 18 janvier 1938 parmi les 216 membres d’un prétendu complot des Lettons, accusés à tort d’être des espions allemands.
Le frère d’un "ennemi du peuple" ne pouvait pas faire partie des organes communistes de sécurité sous Joseph Staline. En 1938 Rudolf Abel a été limogé. Il a eu la chance d’avoir échappé à la mort, contrairement aux milliers d’autres tchékistes exécutés durant cette époque particulièrement trouble du règne stalinien.
De 1938 à 1941 il a mené une vie de misère, vivotant sur une maigre retraite.

### 1941 – 1945: Grande Guerre patriotique, à nouveau dans les services secrets
C’est la guerre contre l’Allemagne hitlérienne qui avait valu à Rudolf Abel le retour aux services secrets soviétiques. En septembre 1941 il a été rappelé au NKVD et affecté à un poste dans une unité des transmissions radios à la 4e Direction, dirigée par Pavel Soudoplatov et chargée des missions "spéciales" – ce qui en langage tchékiste était un euphémisme pour désigner les liquidations physiques des "ennemis du peuple" à l’étranger et des opérations de sapes dans les territoires occupés par les nazis.
De 1941 à 1945 Abel a servi à la brigade spéciale du NKVD dans l’unité s’occupant des "jeux radio" avec les Allemands. Ces opérations consistaient à propager de la désinformation et à mettre en place les pièges pour les groupes clandestins d’Abwehr en faisant travailler, depuis Moscou et sous le contrôle du NKVD, les opérateurs radio emprisonnés de l’espionnage militaire nazi.
Pendant la Grande Guerre patriotique, Rudolf Abel partageait un appartement à Moscou avec deux autres collègues, dont un certain William Fischer – futur grand espion "illégal" du KGB qui va créer par la suite le mythe de Rudolf Abel.

### Démission et décès
Le 27 septembre 1946, le lieutenant-colonel Rudolf Abel a démissionné pour la deuxième et dernière fois des organes de sécurité soviétiques, ayant dépassé l’âge limite de service pour son grade militaire.
L’ancien tchékiste Abel a vécu à la retraite encore 9 ans. Il a continué à fréquenter ses anciens collègues du Comité d’information, dont William Fischer jusqu’en 1948 lorsque ce dernier est parti en longue mission clandestine aux États-Unis.
Rudolf Abel est mort à Moscou en 1955 d’une crise cardiaque, sans jamais avoir revu son collègue et ami William Fischer qui était toujours aux États-Unis et allait bientôt immortaliser la mémoire de Rudolf Abel d’une manière très particulière en subissant une usurpation de son identité par son ancien collègue, William Fischer.

## Deuxième vie glorieuse d’Abel après sa mort

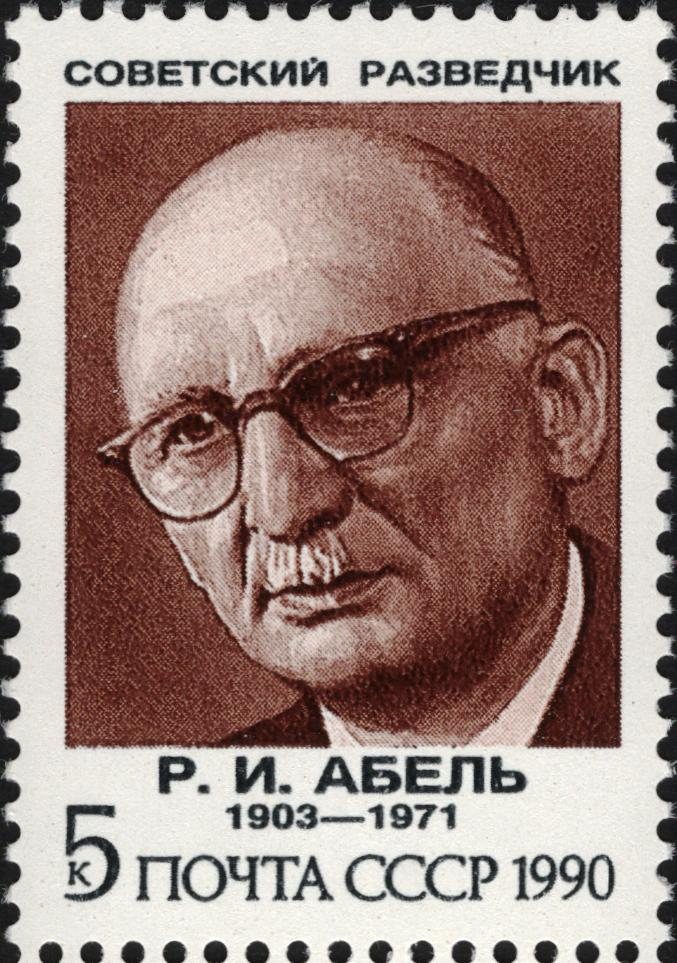
L'effigie de l’espion William Fischer sous le nom usurpé de Rudolf Abel sur un timbre commémoratif de l'URSS en 1990.

Le grand mythe d’Abel commence après sa mort. Son nom perdure par la volonté maligne de son ami et collègue du KGB William Fischer.
Arrêté par le FBI aux États-Unis en 1957 et afin de brouiller les pistes du contre-espionnage américain et de la justice des États-Unis, du Canada et du Royaume-Uni, le colonel Fischer usurpe l’identité de son ancien camarade tchékiste mort à Moscou en 1955.
L’espion « grillé » et ses employeurs du KGB ne voulant pas assumer leurs actes d’espionnage, William Fischer, échangé en 1962 contre Francis Gary Powers et de retour en URSS, continua d’utiliser pendant 10 ans jusqu’à sa mort en 1971 le nom de feu Rudolf Abel pour donner les interviews à la gloire du KGB.
En 1990, le KGB fait encore imprimer un timbre commémoratif sur lequel la photo de Fischer apparaît sous le nom usurpé de Rudolf Abel. Aujourd'hui, Fischer est toujours classé par le SVR, le successeur de la Première direction générale du KGB, sous cette identité usurpée. La célébrité n’a jamais rattrapé le grand espion, le colonel William Fischer. Elle s'attache à un obscur lieutenant-colonel à la retraite : Rudolf Abel. Le nom de Rudolf Abel est inscrit en deuxième place sur le tombeau de William Fischer.